# Kirchberg (Saksen)
Kirchberg is een gemeente in de Duitse deelstaat Saksen, en maakt deel uit van de Landkreis Zwickau.
Kirchberg telt 8.166 inwoners.

## Stadsdelen
Naast Kirchberg bestaat het uit de dorpen Burkersdorf, Cunersdorf, Leutersbach, Saupersdorf, Stangengrün en Wolfersgrün.

## Geografie
Aangrenzende gemeente zijn Crinitzberg, Hartmannsdorf bei Kirchberg, Hirschfeld, Langenweißbach en de steden Wildenfels en Wilkau-Haßlau in Landkreis Zwickau en Steinberg en Lengenfeld en Rodewisch in Vogtlandkreis.

## Bezienswaardigheden

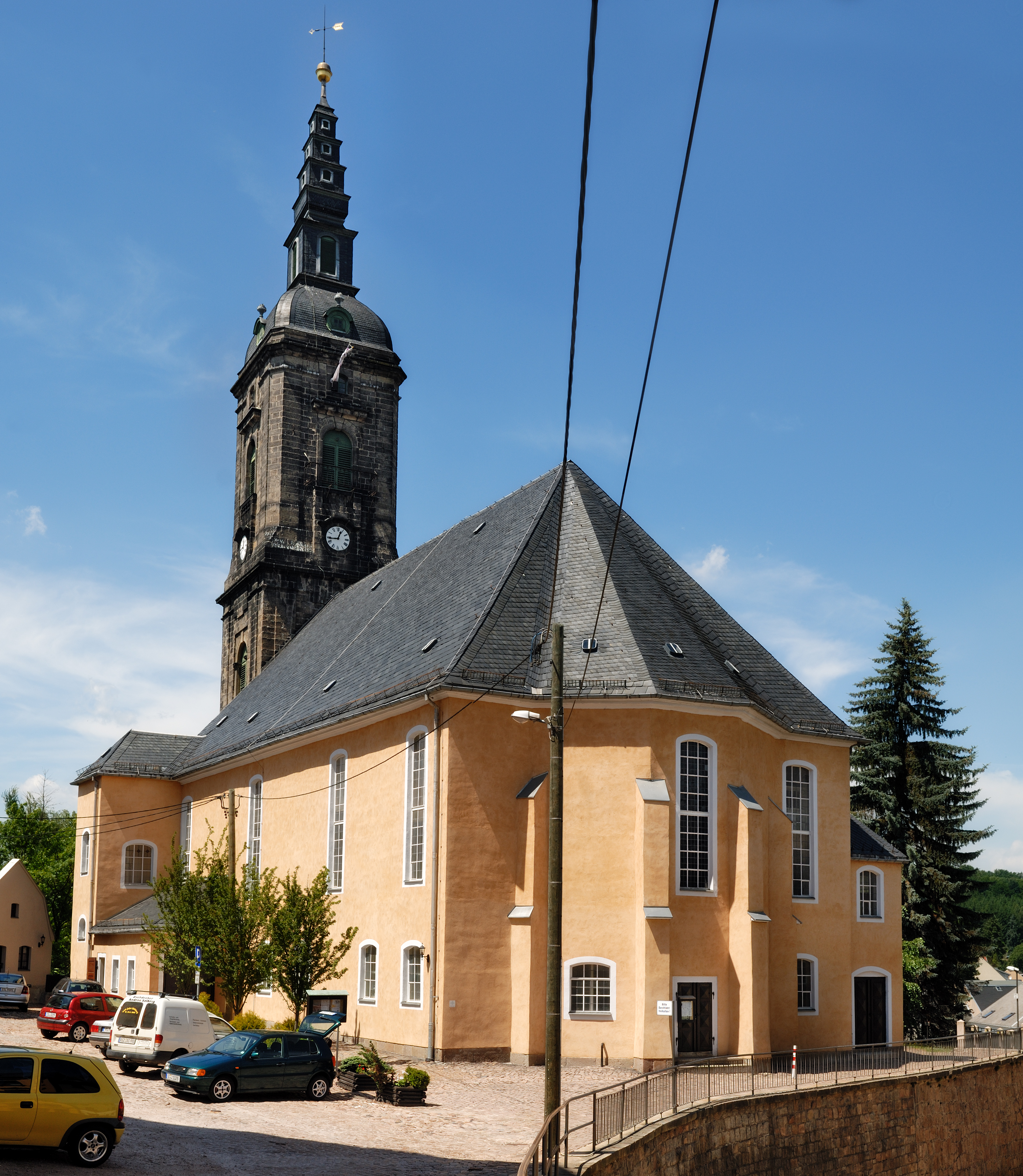
Stadskerk Sint Margaretha

- Barokke stadskerk Sint Margaretha uit 1764 met gotische elementen
- Mariakerk Stangengrün uit de 15de eeuw
- Sint Katharinakerk Burkersdorf, herbergt de oudste nog luidende klok van Saksen.
- Uitkijktoren Borberg met Anton-Günther-Berghaus
- Katholieke kerk "Maria Königin des Friedens" met vensters van Norbert Marten, 1997, Neumarkt

Kirchberg gezien vanaf de Borberg

## Geboren in Kirchberg
- Christoph Graupner (1683 - 1760), barokcomponist

Bernsdorf ·
Callenberg ·
Crimmitschau ·
Crinitzberg ·
Dennheritz ·
Fraureuth ·
Gersdorf ·
Glauchau ·
Hartenstein ·
Hartmannsdorf bei Kirchberg ·
Hirschfeld ·
Hohenstein-Ernstthal ·
Kirchberg ·
Langenbernsdorf ·
Langenweißbach ·
Lichtenstein/Sa. ·
Lichtentanne ·
Limbach-Oberfrohna ·
Meerane ·
Mülsen ·
Neukirchen/Pleiße ·
Niederfrohna ·
Oberlungwitz ·
Oberwiera ·
Reinsdorf ·
Remse ·
Schönberg ·
St. Egidien ·
Waldenburg ·
Werdau ·
Wildenfels ·
Wilkau-Haßlau ·
Zwickau